# Arthur Vogel (Verleger)

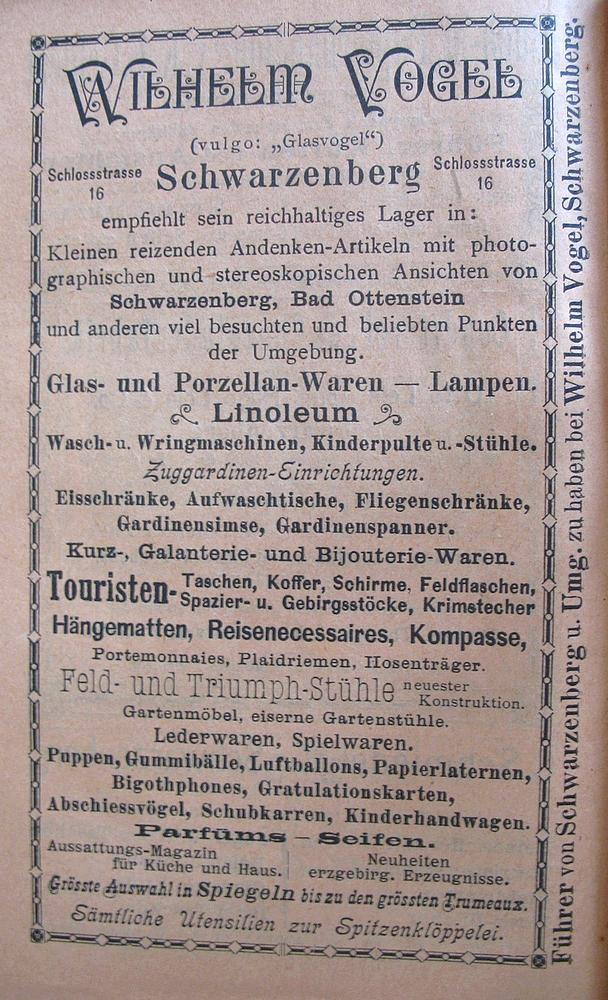
1898: Geschäftsanzeige in einem Reiseführer, mit der Vogel unter anderem für Fotografien und Stereoskopien von Schwarzenberg und Bad Ottenstein wirbt.

Wilhelm Arthur Vogel (* 2. April 1868 in Schwarzenberg; † 4. März 1962 ebenda) war ein deutscher Handelsmann, Verleger erzgebirgischer Liedpost- und Ansichtskarten sowie Fotograf.

## Leben und Wirken
Nach dem Besuch der Volksschule in Schwarzenberg und der Handelsschule in Chemnitz stieg Arthur Vogel in das Galanteriewarengeschäft seines Vaters Fürchtegott Wilhelm Vogel in der Oberen Schloßstraße 4 mit ein. Den Firmennamen Wilhelm Vogel behielt er bei, als er 1899 das Geschäft selbst übernahm. Neben dem Sortiment seines Vaters, zu dem auch Klöppelzwirn und -bedarf aller Art gehörte, baute er mit der Gründung eines Kunstverlags ein weiteres Standbein auf. Auf zahlreichen Wandertouren durch die nähere Umgebung hielt er die Kulturlandschaft und die Naturschönheiten mit seinem Fotoapparat fest. Im Lauf der Jahre entstanden so mehrere tausend Ansichtskarten seiner Heimat, mit denen er zur Förderung des  Tourismus im Erzgebirge beitrug. Er war Mitglied des Erzgebirgsvereins.

## Vogels Liedpostkartenserie
Mit den in seinem Kunstverlag Wilhelm Vogel gedruckten Liedpostkarten trug Arthur Vogel zur Verbreitung und Popularisierung der erzgebirgischen Volksmusik bei. Auf seine Initiative wurde Max Schreyers Lied Dar Vuglbärbaam mit Text, Noten und bunter Illustration auf der ersten derartigen Postkarte einer Verlagsserie vermutlich 1898/99 gedruckt, nachdem Vogel bei Anton Günther in Gottesgab zu Besuch gewesen war und erstmals dessen Liedpostkarten bewundert hatte.
Die ersten etwa 20 Karten ohne Nummerierungen erschienen von 1899 bis 1905. Bis in die 1950er Jahre folgten weitere etwa 50 Liedkarten verschiedener Autoren. Die ursprünglich unnummerierten Liedpostkarten erhielten ab etwa 1905 mit geringen Doppelungen feste und chronologische Nummerierungen.
Die Serie umfasst musikalische Werke fast aller bekannten erzgebirgischer Volksdichter, darunter auch eine Karte von Anton Günther, der als Begründer der Liedpostkarten gilt. Sein Mei’ Zässichla, bei Vogel Mei Zässichl, war die zweite Veröffentlichung 1899. Hilmar Mückenberger, der im Erzgebirge geborene vogtländische Heimatdichter, ist, bevor er seine Liedkarten selbst in Plauen veröffentlichte, erstmals bei Wilhelm Vogel zu finden. Weitere bekannte Autoren sind: Curt Rambach, Curt Nestler, Hans Siegert, Bruno Herrmann, Albert Schädlich, Reinhold Fischer, Max Nacke, Christian Friedrich Röder, Gottfried Lattermann, Friedrich Maximilian Bergfeld oder Herbert Stoll. Als einer der wenigen Erzgebirgsdichter ließ Hans Soph seine Postkarten nicht von Vogel veröffentlichen oder vertreiben.

### Auflistung der Liedpostkarten
Die bekannten Nummern. Originalschreibweise kann von anderen Publikationen abweichen. In Klammer der Autor. Die Zeichnungen stammen zumeist von Rudolf Schneider, in den ersten Jahren allerdings unsigniert von Woldemar Müller

Die Nummern 50, 72 und 74 sind doppelt vergeben.

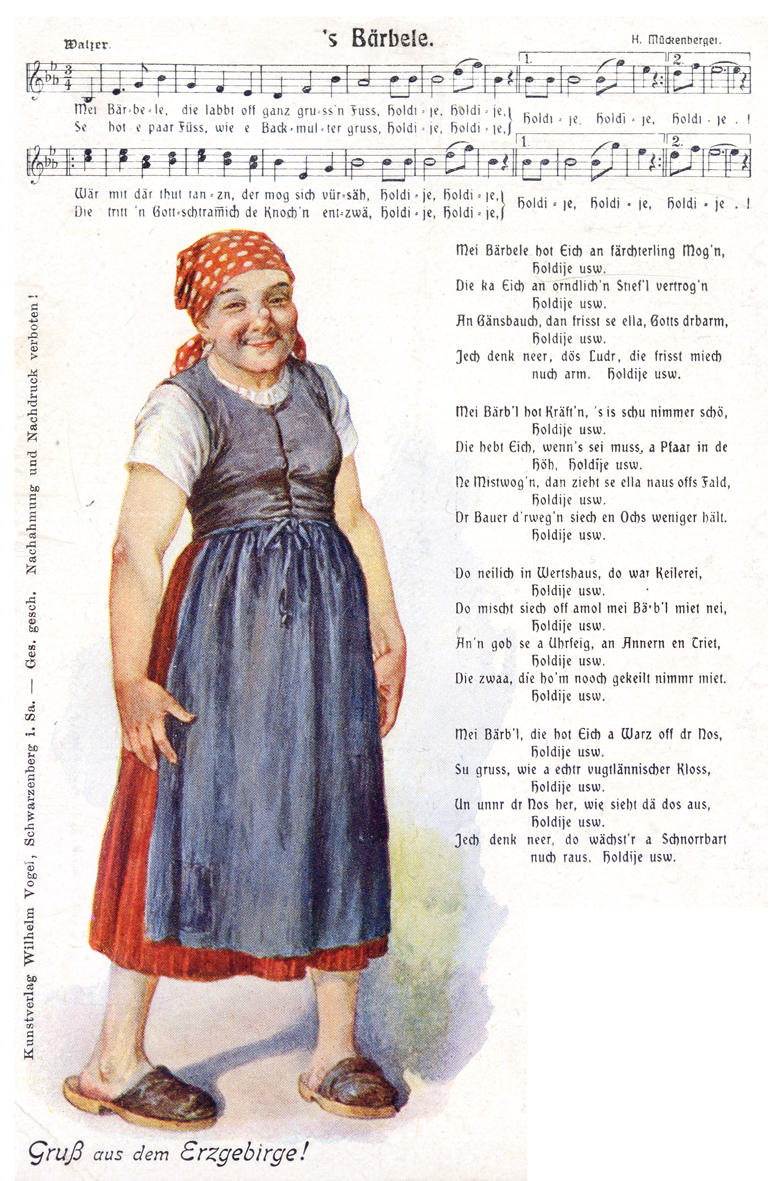
Karte Nummer 4 mit einem Lied von Hilmar Mückenberger, 1900
’s Bärbele.

1. Dar Vuglbärbaam! (August Max Schreyer) bis 1907 ohne Autorenvermerk, ohne Nummer
2. Mei Zässichl. (Anton Günther)
3. 's gebergische Mädl. (Karl Friedrich Döhnel/nicht angegeben) bis 1905 ohne Nummer
4. 's Bärbele (Hilmar Mückenberger) bis 1908 ohne Nummer; Einziges Lied Mückenbergers, das wegen der dort starken Verbreitung nur im Verlag Vogels erschien
5. Unnera Haamit. (Christian Friedrich Röder) bis 1908 ohne Nummer  Unnera Haamet.
6. De Ladrhus! (A. Tittel)
7. Dar arme Barkmahsgung! (Christian Gottlob Wild/nicht angegeben) bis 1905 ohne Nummer; auch mit Gruß aus dem Vogtlande!
8. Wie’s ’n klenn Männl d'rgieng! (unbekannt/nicht angegeben) bis 1905 ohne Nummer
9. De lust’ge Klipplmad. (Christian Gottlob Wild/nicht angegeben)
10. Wiengliedl. (nicht angegeben) bis 1908 ohne Nummer
11. Unner Geberg! (Christian Friedrich Röder) bis 1908 ohne Nummer (auch als Nr. 14)
12. Erzgebirgische Klöppelstube (kein Lied)
13. De biese Lieb. (nicht angegeben)
14. Dar Schwammerling. (August Max Schreyer) Doppelkarte bis 1908 ohne Nummer
15. Dr zefriedene Kiehgung. (Bruno Herrmann)
16. Dort’n uhm sei mir drham! (Bruno Herrmann) auch Dort ’nuhm sei mir drham!
17. Mei Arzgeberg - du Edelsta! (Curt Nestler/Otto Wünsche)
18. In Friehgahr (Bruno Herrmann)  Gedicht von... Bearb. nach Frühlingszauber komp. vom M. v. Weinzierl, mit Bewilligung des Verlegers C. F. W. Siegel, Leipzig vor 1905 one Nummer, später auch als Nr. 415
19. Pfingst'n in Gebärg. (Bernhard Brückner) bis 1908 ohne Nummer; gleichesMotiv wie In Friehgar
20. Dr Schwamma-Marsch. (Gottfried Lattermann)  als Nr. 20 und Nr. 114
21. De arzgaberch’sche Zafriedenheit. (nicht angegeben - verm. Josef Salzer) vor 1918 mit motivgleichen colorierten Foto im Selbstverlag v. Josef Salzer, Weipert mit Vermerk W. V. i. S. 918
22. Erzgebirgische Zufriedenheit. (Christian Friedrich Röder)
23. Worüm’s Vögele singt. (Hans Siegert) vor 1910 ohne Nummer
24. Aardäppel-Lied. (Hans Siegert)
25. Driem in Fürstenbarg! (Curt Rambach) auch als Nummer 1761
26. Spitzenklöpplerinnen im Erzgebirge (kein Lied)
27. Mei Schatzel. (Hans Siegert)  als Nr. 28 und Nr. 1559
28. Blümel un Bachel. (Hans Siegert)
29. Da lusting Hammerschmiedsgselln (Max Schreyer)
30. Willkumme of’en Fichtelbarg! (Curt Rambach/Paul Große) mit Lithographie des Erweiterungsbaus  als  Willkumme offen Fichtelbarg!  mit zusätzlicher Nr. 1755 sowie mit Motiv des neuen Fichtelberghauses; zwei verschiedene Motive (Nacht/Tag), zusätzliche Nummern 1652 und 4636
31. Wos is’ de Lieb! (C. Rambach/Fleckeisen) als Nr. 35 (Nr. 1817)
32. Erzgebirgische Klöppelstube (keinLied) mit geprägter Spitzenumrandung - rosa; gleiches Bild wie Nr. 12
33. Erzgebirgische Klöppelstube (keinLied) mit geprägter Spitzenumrandung - blau; gleiches Bild wie Nr. 12
34. De Bärleit. (Friedrich Maximilian Bergfeld)
35. In Aärzgebärg. (Friedrich Maximilian Bergfeld)
36. Mei Maadel vum Aarzgebörg. (P. Graupner/S. Steinhausen)
37. Heumacherlied. (Hans Siegert) Weise: Im Wald und auf der Heide ohne Noten
38. Ne Pfeif Towak. (Reinhold Fischer)
39. Dar Kraiter Karl. (Reinhold Fischer)
40. Itz gieh ich nochmol off dr Freit! (Reinhold Fischer)
41. Unnere schännsten Mähd. (Reinhold Fischer) verschiedene Farb-Versionen
42. Klippellied. (Curt Rambach/M. Becker)
43. Aarzgebirgisches Tschumperlied: De Lusgusch. (P. Graupner) einfarbige Karte
44. De Lieb in Grenzgroom. (Paul Große) einfarbige Karte
  1. Der alte Hammer zu Frohnau (Alfred Kaaden) (ebenfalls Nr. 50 und auch Nr. 3466)
45. De Haamet lockt! Kriegslied, ged. von C. Rambach, Schwarzenberg (Curt Rambach) einfarbige Karte auch Nr. 223173
46. Wu när dr Hawer stackt! Kriegsbild, ged. von C. Rambach, Schwarzenberg (Curt Rambach) einfarbige Karte
47. Trutz-Liedl (Gottfried Lattermann)
48. Heilig-Ohmd-Lied. (nicht angegeben, Volksweise) einfarbige Karte
49. Waldrauschen (P. Roth)
50. 's Gakellamp'l. (Albert Schädlich) Albert Schädlich, Lauter i. Erzgeb. Op 2, E. Leistner, Lauter; einfarbige Karte
51. Mei Enkele (Albert Schädlich) einfarbige Karte mit Foto Schädlichs
52. Dr verschteckte Schtaapilz (Albert Schädlich) einfarbige Karte
53. Schnitzerlied (Kurt Wellner) mit s/w-Foto im Selbstverlag des Verfassers mit Vermerk W. V. i. S. Nr. 4660 Lied Nr. 64
54. 's Bimmlbahnel (Max Nacke) mit Vermerk W.V.i.S. im Briefmarkenfeld sowie Nr. 4665
55. De kritschen Tog (Max Nacke) im Selbstverlag des Verfassers mit Vermerk W.V.i.S. im Briefmarkenfeld sowie Nummer 4664 - Liedkarte Nr. 66
56. Hutz’nmarsch (Stephan Dietrich)
57. Schwarzenbarger Haamitlied. (Albert Schramm) einfarbige Karte mit Foto von Schwarzenberg auch Nr. 4499
58. De Postkutsch! (Herbert Stoll) Aue i. erzgeb. - Melodie von Curt Richter, Bernsbach i. Erzgeb. Zeichnung E.H.
59. De Steiger-Kirmes (F. E. Krauß)
  1. De alta Pust (Max Nacke) im Selbstverlag des Verfassers (Nr. 8) und mit Vermerk W.V.i.S. im Briefmarkenfeld sowie Nummer 4711 - Liedkarte Nr. 72
60. Dr alta Baam an dr Giebelwand (Max Nacke) im Selbstverlag des Verfassers (Nr. 21) und mit Vermerk W.V.i.S. im Briefmarkenfeld sowie Nummer 4712 - Liedkarte Nr. 73
61. In man Stübel drham. (Max Nacke) im Selbstverlag des Verfassers (Nr. 27) und mit Vermerk W.V.i.S. im Briefmarkenfeld sowie Nummer 4713 - Liedkarte Nr. 74
  1. Der gruße Freier (F. E. Krauß)

Ohne Nummer
- Sängerspruch  von Röder. (Christian Friedrich Röder) Farblithographie Johanngeorgenstadt mit Wohnhaus, Denkmal und Noten, vor 1903
- Unner Geberg! (Christian Friedrich Röder) vor 1910

Dreistellige Nummern
114.  Dr Schwamma-Marsch. (Gottfried Lattermann) auch Nummer 20

415.  In Friehgahr. (B. Herrmann) vor 1905 Gedicht von... Bearb. nach Frühlingszauber komp. vom M. v. Weinzierl, mit Bewiligung des Verlegers C. F. W. Siegel, Leipzig

415. Pfingst’n im Gebärg. (Bernhard Brückner) vor 1905 Gedicht von... ohne Noten; gleiches Bild wie In Friehgahr
Vierstellige Nummern (wenn nicht oben aufgeführt)
- Mei Schwarzenbarg! (Curt Rambach) farbiges Lithographie-Foto mit Ansicht von Schwarzenberg, Nr. 1754
- Mei Schwarzenbarg, dich Gott erhalt. (Curt Rambach) farbiges Lithographie-Foto mit Ansicht von Schwarzenberg, Nr. 1963
- Mei Beierfald. (H. Marschner) einfarbig mit Foto, Nr. 2484
- Heil, Radiumbad Oberschlema! (Hans Siegert) einfarbig, Verlag Georg Erhardt, Radiumbad-Oberschlema; Echter Kupfertiefdruck; mit Vermerk W.V.i.S. im Briefmarkenfeld sowie  Nr. 3950
- 's Bimmelbahnel (Max Nacke) mit Vermerk W.V.i.S. im Briefmarkenfeld sowie Nr. 4665
- De Spatzn. (Kurt Prager) mit Verlagsvermerk Selbstverlag Kurt Prager, Zwönitz und Vermerk W.V.i.S. im Briefmarkenfeld sowie Nr. 4663

## Weitere Postkartenserien
Weiterhin wurden in Vogels Verlag Ansichtskarten mit historischen Darstellungen, z. B. in den Serien Der Sächsische Prinzenraub oder Kulturbilder aus dem oberen Erzgebirge, sowie Künstlerpostkarten des Erzgebirges hergestellt und vertrieben.